# Anthophora kristenseni
Anthophora kristenseni är en biart som beskrevs av Heinrich Friese 1915. Anthophora kristenseni ingår i släktet pälsbin, och familjen långtungebin. Inga underarter finns listade i Catalogue of Life.